# Atletica leggera ai Giochi della XXVII Olimpiade - 100 metri piani femminili

Video della Finale

I 100 metri piani hanno fatto parte del programma di atletica leggera femminile ai Giochi della XXVII Olimpiade. La competizione si è svolta nei giorni 22-23 settembre 2000 allo Stadio Olimpico di Sydney.

## Presenze ed assenze delle campionesse in carica
| Competizione         | Atleta          | Prestazione | Sydney 2000  |
| -------------------- | --------------- | ----------- | ------------ |
| Olimpiadi 1996       | Gail Devers     | 10”94       | 5ª ai Trials |
| Commonwealth 1998    | Chandra Sturrup | 11”06       | Presente     |
| Europei 1998         | Christine Arron | 10”73       | Presente     |
| Asiatici 1998        | Li Xuemei       | 11”05w      | Presente     |
| Panamericani 1999    | Chandra Sturrup | 11”10       | Presente     |
| Africani 1999        | Mercy Nku       | 11”03       | Presente     |
| Mondiali 1999        | Marion Jones    | 10”70       | Squalif.     |
|                      |                 |             |              |
| Mondiali junior 1996 | Nora Ivanova    | 11”32       | Assente      |

## La gara
La prima semifinale è vinta da Merlene Ottey (all'epoca quarantenne) in 11"22; la primatista europea Christine Arron giunge settima e viene eliminata. Marion Jones vince la seconda semifinale (11"01) su Ekateríni Thánou (11"10).
In finale Marion Jones stravince con un vantaggio di oltre tre decimi sulla seconda. Merlene Ottey è delusa per il quarto posto, ma si rifarà nella staffetta 4 x 100.
Nel 2007 Marion Jones verrà squalificata per doping ed il titolo le verrà revocato. Successivamente, nel dicembre 2009, il CIO deciderà di non assegnare l'oro alla seconda classificata, come di consueto, in seguito alla mancata presentazione della greca Thànou ai controlli antidoping dei successivi Giochi olimpici di Atene del 2004. Verrà così attribuito un argento ex aequo alla giamaicana Tayna Lawrence, mentre la connazionale Merlene Ottey salirà dal quarto al terzo posto.

## Risultati

### Turni eliminatori
| 10 Batterie        | 22 settembre | 83 partenti   | Si qualificano le prime 3 più i due migliori tempi. |
| 4 Quarti di finale | 22 settembre | 8 + 8 + 8 + 8 | Si qualificano le prime 4.                          |
| 2 Semifinali       | 23 settembre | 8 + 8         | Si qualificano le prime 4.                          |
| Finale             | 23 settembre | 8 concorrenti |                                                     |

### Finale
Stadio Olimpico, sabato 23 settembre, ore 20:05.
| Pos    | Paese       | Atleta                | Tempo |
| ------ | ----------- | --------------------- | ----- |
|        |             | Titolo vacante        |       |
|        | Grecia      | Ekateríni Thánou      | 11"12 |
|        | Giamaica    | Tayna Lawrence        | 11"18 |
|        | Giamaica    | Merlene Ottey         | 11"19 |
| 4      | Ucraina     | Žanna Pintusevyč-Blok | 11"20 |
| 5      | Bahamas     | Chandra Sturrup       | 11"21 |
| 6      | Bahamas     | Savatheda Fynes       | 11"22 |
| 7      | Bahamas     | Debbie Ferguson       | 11"29 |
| Squal. | Stati Uniti | Marion Jones          | 10"75 |